# Самет Акайдін
Самет Акайдін (тур. Samet Akaydin, нар. 13 березня 1994, Трабзон) — турецький футболіст, захисник клубу «Фенербахче».
Виступав, зокрема, за клуб «Адана Демірспор», а також національну збірну Туреччини.
Володар Кубка Туреччини.

## Клубна кар'єра
Народився 13 березня 1994 року в місті Трабзон. Вихованець юнацьких команд футбольних клубів «Трабзон Идманоджагі», «Трабзонспор» та «Болуспор».
У дорослому футболі дебютував 2013 року виступами за команду «Арсінспор», у якій провів один сезон, взявши участь у 4 матчах чемпіонату. 
Згодом з 2014 по 2023 рік грав у складі команд «Санджактепе», «Шанлиурфаспор», «Кечіоренгюджю» та «Адана Демірспор».
Своєю грою за останню команду привернув увагу представників тренерського штабу клубу «Фенербахче», до складу якого приєднався 2023 року. Відіграв за стамбульську команду наступний сезон своєї ігрової кар'єри. Більшість часу, проведеного у складі «Фенербахче», був основним гравцем захисту команди.
У січні 2024 року приєднався на умовах оренди до кінця сезону до складу клубу «Панатінаїкос».

## Виступи за збірну
У 2022 році дебютував в офіційних матчах у складі національної збірної Туреччини.
| Дата       | Місто     | Господарі  | Результат | Гості      | Турнір                  | Голи | Примітки |
| ---------- | --------- | ---------- | --------- | ---------- | ----------------------- | ---- | -------- |
| 19-11-2022 | Газіантеп | Туреччина  | 2 – 1     | Чехія      | товариський матч        | -    |          |
| 12-10-2023 | Осієк     | Хорватія   | 0 – 1     | Туреччина  | Відбір до ЧЄ 2024       | -    |          |
| 15-10-2023 | Адана     | Туреччина  | 4 – 0     | Латвія     | Відбір до ЧЄ 2024       | -    |          |
| 21-11-2023 | Кардіфф   | Уельс      | 1 – 1     | Туреччина  | Відбір до ЧЄ 2024       | -    |          |
| 22-3-2024  | Будапешт  | Угорщина   | 1 – 0     | Туреччина  | товариський матч        | -    | 57'      |
| 10-6-2024  | Варшава   | Польща     | 2 – 1     | Туреччина  | товариський матч        | -    |          |
| 18-6-2024  | Дортмунд  | Туреччина  | 3 – 1     | Грузія     | ЧЄ 2024 - груповий етап | -    |          |
| 22-6-2024  | Дортмунд  | Туреччина  | 0 – 3     | Португалія | ЧЄ 2024 - груповий етап | -    | 42' 75'  |
| 26-6-2024  | Гамбург   | Чехія      | 1 – 2     | Туреччина  | ЧЄ 2024 - груповий етап | -    | 85'      |
| 6-7-2024   | Берлін    | Нідерланди | 2 – 1     | Туреччина  | ЧЄ 2024 - чвертьфінал   | 1    | 82'      |
| Усього     |           | Матчів     | 10        |            | Голів                   | 1    |          |

## Титули і досягнення
- Володар Кубка Туреччини (1):

«Фенербахче»: 2022-2023